# Simon Curtis (chanteur)
Pour les articles homonymes, voir Simon Curtis.
Simon Curtis est un chanteur américain né au Michigan le 18 mars 1986.

## Discographie

### Album studio
- 2010 : 8Bit Heart
- 2011 : RA
- 2013 : WWW

### EPs
2006 : Alter Boy
2015 : 	Love, S